# Боконервові
Боконервові (Amphineura, зараз відомі як Aculifera) — група молюсків, названа так за будовою нервової системи, що складається з навкологлоткового кільця та 2 бічних і 2 ножних тяжів, сполучених численними комісурами.
Ця група широко визнавалася як клас (під назвою Amphineura) приблизно до 1950-х років. Тепер боконервових поділяють на 2 класи: панцирних (Polyplacophora) та безпанцирних (Aplacophora) молюсків. Безпанцирних, у свою чергу, часто поділяють на окремі класи ямкохвостих та борозенчасточеревних.
З іншого боку, є дослідження, які вказують на те, що це угрупування дійсно є монофілетичним. Вчені, що поділяють цю думку, називають цю кладу Aculifera, вже не надаючи їй  рангу класу (іноді надають ранг підтипу), а всіх інших молюсків об'єднують під назвою Conchifera.
На відміну від усіх інших молюсків, панцирні мають черепашку з 8 окремих пластин, а безпанцирні вкриті лише окремими голками — спікулами.